# Domingo Huarca Cruz
Domingo Huarca Cruz (siglo XIX, provincia de Espinar, Cusco - siglo XX) fue un campesino denominado “Mártir de la libertad de su raza”, en los años de 1920 y 1921 dio a conocer al Presidente de la República de ese entonces, Augusto B. Leguía, los abusos cometidos en las comunidades indígenas por las autoridades, hacendados y gendarmes en contra de los campesinos. Esta acción influyó en la decisión del gobierno para cancelar la servidumbre y explotación de las autoridades locales, pero también fue la razón para que los afectados con esta ley lo persiguieran y concretaron su muerte.

## Conflicto
En 1920 se abrió en el marco de la aparición de nuevas corrientes políticas que se manifestaban también a nivel local, así como con los cambios sociales y económicos que el desarrollo del mercado y de la nueva sociedad nacional habían introducido las protestas por abusos serviles y por la tierra se hicieron entonces más frecuentes, ideológicas e irritantes para el sector Misti, ahora convertido en un aletargado conjunto de comerciantes y terratenientes rurales, enfrentados al campesinado de una manera violenta y cargada ideológicamente.
La provincia de Espinar, en las últimas décadas, ha estado marcada por los conflictos socioambientales producidos a causa de la actividad minera. A lo largo de estos años, las negociaciones han engendrado logros innovadores, como el Convenio Marco, suscrito entre la empresa minera, la municipalidad provincial y las organizaciones sociales de la provincia. Sin embargo, los conflictos siempre se han mantenido latentes. Esta situación refleja la importancia de aproximarse a los fenómenos sociopolíticos que ocurren en loa provincia de Espinar desde otras perspectivas. Este trabajo buscó analizar cómo se constituye la identidad indígena cana en Espinar y cómo se relaciona con otros procesos políticos que se desarrollan en la provincia. Para ello, se realizó una serie de entrevistas a actores clave y se recogieron datos relevantes a través de la observación participante. Los resultados de esta investigación muestran que la identidad indígena cana es una arena de negociación política en la que se reproducen narrativas históricas y políticas. El escenario de conflicto ha hecho que estos discursos identitarios afloren, se vuelvan cada vez más frecuentes y, al mismo tiempo, que la población encuentre en su identidad indígena un factor de unidad y una herramienta clave en procesos de negociación.
El crecimiento de la estrategia campesina de enfrentamiento del mercado y de la reproducción biológica y social debió chocar con el hambre de recursos que el sector mestizo venía desarrollando desde mediados del siglo XIX. Los abusos por expropiación de tierras se dieron desde hacía un largo tiempo, pero se agudizaron a fines del siglo XIX, al amparo de una ley que de alguna manera retrotraía la legislación hasta las normas liberales de inicios de la República. Se trataba de la ley de 1893 respectiva a los terrenos indígenas. Alguna vez se consideró que esa ley reconoció implícitamente la existencia de las llamadas comunidades indígenas, amparando sus propiedades colectivas en una reedición del apoyo estatal que desde la colonia se dio a los indios para garantizar la reserva colonial de mano de obra. En esa oportunidad fueron otros los intereses que la originaron.
Las acusaciones de las comunidades alto andinas son exactamente iguales a las que el Gobernador de Pampamarca de 1922, expresando el pensamiento Misti frente a la situación de agitación, señalará como calumnias y mentiras: robo de ganado, apropiación ilícita de tierras, incendios de chozas, obligación de pagos por servicios no cumplidos o ganado perdido, etc. El carácter eminentemente servil de la dependencia personal entre los indios y los señores mestizos era lo que se ponía en tela de juicio. Por eso, los delegados de las Comisiones Indígenas como lo hicieran sus antecesores, mallkus y curacas andinos del siglo XVII, adjuntaron leyes a su favor que los protegían de los servicios personales. El propósito era hacer ver ante el Estado benefactor y protector, que no se cumplían sus prevenciones a favor de la raza. Por eso podemos ver todavía en 1922 que un delegado campesino lleva una Resolución Suprema de 1888 por la que los antecesores campesinos de la robusta colectividad de las antiguas comunidades de Yauri, habían conseguido la protección del Ministerio y la Policía contra los servicios personales gratuitos que los naturales, por error o abuso seguían cumpliendo en las punas sureñas. Junto con un memorial de creación y defensa de las escuelas indígenas en seis parcialidades, esta antigua resolución fue juntada a la demostración de la continuidad de la opresión que representaban los memoriales que los campesinos de Yauri presentaron. Paralelamente, los familiares de Domingo Huarca y de los campesinos de Kichwa, seguían juicio contra los hacendados del 29 de junio, fecha de la cruenta ejecución de Huarca y de otros campesinos.